# میک رینتام
میک رینتام (استونیایی: Mikk Reintam؛ زادهٔ ۲۲ مهٔ ۱۹۹۰) بازیکن فوتبال اهل استونی است.
از باشگاه‌هایی که در آن بازی کرده‌است می‌توان به باشگاه فوتبال نومه کالیو، باشگاه فوتبال فلورا تالین، و باشگاه فوتبال ویلیاندی تولویک اشاره کرد.
وی همچنین در تیم‌های ملی فوتبال زیر ۱۹ سال استونی، زیر ۲۱ سال استونی، زیر ۲۳ سال استونی، و استونی بازی کرده‌است.